# Metropolia Kananga
Metropolia Kananga – jedna z 6 metropolii kościoła rzymskokatolickiego w Demokratycznej Republice Konga. Została ustanowiona 10 listopada 1959 jako Metropolia Luluabourg, 14 czerwca 1972 zmieniono nazwę na obecną.

## Diecezje
- Archidiecezja Kananga
  - Diecezja Kabinda
  - Diecezja Kole
  - Diecezja Luebo
  - Diecezja Luiza
  - Diecezja Mbujimayi
  - Diecezja Mweka
  - Diecezja Tshumbe
  - Diecezja Tshilomba

## Metropolici
- Bernard Mels (1959-1967)
- Martin-Léonard Bakole wa Ilunga (1967-1997)
- Godefroy Mukeng’a Kalond (1997-2006)
- Marcel Madila (2006-2022)
- Félicien Ntambue Kasembe (od 2024)